# Circonscription d'Adigudem
La circonscription d'Adigudem est une des 38 circonscriptions législatives de l'État fédéré du Tigré, elle se situe dans la Zone sud-est. Sa représentante actuelle est Aselefech Bekele Gebreweld.